# Little Voice (sèrie de televisió)
Little Voice és una sèrie de televisió estatunidenca creada per Sara Bareilles amb la col·laboració de Jessie Nelson i produïda per J.J.Abrams. Es va estrenar el 10 de juliol de 2020 en la plataforma de contingut en streaming Apple TV+, protagonitzada per la cantant i actriu Brittany O'Grady.

## Sinopsi
Bess és una jove cantant i compositora que intenta obrir-se camí en la jungla musical novaiorquesa. La Bess escriu música original que té massa por d'interpretar, treballa de cambrera i ho combina amb altres ocupacions igualment precàries, amb una vida personal i familiar complicada; el seu germà és autista i el seu pare alcohòlic.

## Repartiment

### Personatges principals
- Brittany O'Grady: Bess
- Sean Teale: Ethan
- Colton Ryan : Samuel
- Shalini Bathina : Prisha
- Kevin Valdez : Louie King, germà de la Bess
- Phillip Johnson Richardson : Benny

### Personatges secundaris
- Chuck Cooper (actor): Percy, pare de la Bess
- Andrew Duff : Ted
- Nadia Mohebban : Ananya
- Sakina Jaffrey as Vilina
- Ned Eisenberg : Al
- Mark Blane : Zack
- Sam Lazarus : Phil
- Samrat Chakrabarti : Anil
- June Squibb : Sra.Finch
- Luke Kirby : Jeremy
- Gopal Divan : Sundeep
- Rita Gardner : Joyce Mantone
- Katrina Lenk : mare de la Bess
- Sara Bareilles: Sara Bareilles (cameo episodi 9 temporada 1)

## Capítols
La primera temporada de la sèrie emesa el 2020 consta de 9 episodis.

### Primera temporada (2020)
1. I Don't Know
2. I Will Survive
3. Dear Hope
4. Love Hurts
5. Quick, Quick Slow
6. Tell Her
7. Ghost Light
8. Sea Change
9. Sing What I Can't Say

## Al voltant de la sèrie
Little Voice és una comèdia dramàtica romàntica escrita per la directora i guionista Jessie Nelson amb música original de la cantant, pianista i compositora Sara Bareilles i produïda per J.J.Abrams.
Bareilles i Nelson ja havien col·laborat en l'adaptació del musical de Broadway Waitress basat en la pel·lícula homònima del 2007.

### Crítiques
A l'agregador Rotten Tomatoes, considera que la sèrie té un repartiment atractiu liderat per Brittany O'Grady, amb una música enganxosa de Sara Bareilles, obtè un 76% d'aprovació global per part dels crítics, basat en 29 valoracions i un 83% per part de l'audiència.